# Zales
Zales je naselje v Občini Bloke.